# Minerals Management Service
Le Minerals Management Service (MMS) était une agence fédérale américaine supervisée par le département de l'Intérieur des États-Unis. Elle était notamment responsable de la gestion du pétrole, du gaz naturel et des minéraux extraits des terrains détenus par le gouvernement fédéral des États-Unis, lesquels sont situés sur le plateau continental judiciaire. Elle agit dans le but de préserver l'environnement. Elle recueille, vérifie et distribue les revenus obtenus des différentes ressources. Le MMS gère le Offshore Energy and Minerals Management Program qui s'occupe de développer des sources d'énergie renouvelables, telles l'énergie éolienne, l'énergie marémotrice et l'énergie solaire.